# Jan van Hulst (dichter)
Jan van Hulst (ca. 1350 - ca. 1433) was een middeleeuws dichter. Zijn naam is overgeleverd via het Gruuthusehandschrift.

## Levensloop
De naam 'Jan van Hulst' kwam voor in een acrostichon (naamdicht), in het handschrift. Hierdoor is hij, samen met Jan Moritoen, de enige van wie de naam met zekerheid aan het Gruuthusehandschrift verbonden blijft.
Een eerste vermelding van zijn naam in de archieven betrof zijn aanstelling tot 'stede gaersoen' van de stad Brugge in 1379. Een belangrijk deel van zijn opdracht bestond uit het overbrengen van boodschappen. Bij het begin van de onlusten in het graafschap Vlaanderen, die ontstonden door de opstand van de Gentenaars tegen Lodewijk van Male, kreeg Van Hulst zijn aanstelling. Hierna voerde hij zijn eerste opdrachten uit, waarbij hij pendelde tussen Brugge, het grafelijke kamp en de opstandelingen. 
Na de nederlaag van Brugge tegen Gent verdween hij voor twaalf jaar uit de rekeningen. Hij kwam opnieuw in beeld in 1394, bij het bezoek van Filips de Stoute met zijn echtgenote Margareta van Male aan Brugge in februari, en in september van dat jaar bij het bezoek van Margareta en Jan van Nevers, de latere Jan zonder Vrees. Bij het eerste bezoek trad Van Hulst bij de ontvangst op voor de hertog en ook tijdens diens verblijf, om het gezelschap te vermaken. Dezelfde functie kreeg hij in september bij het bezoek van de toekomstige hertog. 
In 1395 trad hij in het huwelijk met Liegaert de Busschere. 
In 1396 en 1397 nam hij de leiding bij het uitvoeren van tableaux vivants in de Heilig Bloedprocessie. In 1398 werd hij opgenomen in het gevolg van Filips de Stoute als boekverluchter, maar in 1401 trad hij opnieuw in stadsdienst als 'serjant'. Hij werd ook leider van de zangers in een meerstemmige mis, opgedragen aan Jan zonder Vrees in 1401 en hij was van bij de aanvang betrokken bij de Broederschap van Onze-Lieve-Vrouwe van den drogen boom. In 1428 was hij wellicht betrokken bij de stichting van de Rederijkerskamer van de Heilige Geest. Herman Brinkman betoogde in zijn kritische editie van 2015 van het Gruuthusehandschrift dat Jan van Hulst een belangrijke rol had bij het tot stand komen hiervan. 
Zoals uit het voorgaande blijkt was hij niet alleen dichter, maar waarschijnlijk ook miniaturist, ontwerper en dramaturg. Uit zijn betrokkenheid bij de Drogeboomgilde blijkt ook dat hij waarschijnlijk intensief met muziekuitvoering bezig was.
Naast de gedichten waarin zijn naam voorkomt worden er nog andere teksten aan Jan van Hulst toegeschreven. Het gaat onder meer om III.2, Trauwe, die werkere es in minnen (Venus' vierscare). Het gedicht bevat vrij precieze beschrijvingen van de werking van het gerecht, waarbij ook de lagere functies als 'gaersoen' en 'serjant' aan bod komen, functies die Jan van Hulst had uitgeoefend. Als deze tekst inderdaad van zijn hand zou zijn, kan men op basis daarvan ook een groot aantal andere teksten aan hem toewijzen, inclusief het gedicht met het acrostichon van Jan Moritoen.

## Voetnota
- International Standard Name Identifier: 0000 0003 9317 9320
- Nederlandse Thesaurus van Auteursnamen: 276819934
- Virtual International Authority File: 287438737
- WorldCat: E39PBJqBtJCg4gTJQg6VkXymVC